# BMW X5 M
BMW X5 M je M verzija serije X5 SUV-a.

## Prva generacija
S BMW-om X5 M je počelo novo razdoblje M automobila. X5 M je prvi M automobil s :

pogonom na sve kotače

automatskim mjenjačem

SUV karoserijom

turbo motorem

4,4 litreni motor je tuniran i razvija 555 ks. Uparen je s 6 automatskim mjenjačem, brzine se mogu mijenjati polugama na volanu. Premda je automobil težak 2380 kilograma do 100 km/h ubrzava za 4,7 sekunde što je jednako E60 M5 modelu. Glavni konkurenti su mu Mercedes ML63 AMG i Porsche Cayenne Turbo S. U vrijeme kad je predstavljen X5 M je bio najjači automobil u svojoj klasi.
Kotači
Dimenzije prednjih guma	        	275/40 R 20 106Y XL RSC
Dimenzije stražnjih guma		315/35 R 20 110Y XL RSC
Dimenzije prednjih kotača		10 J x 20 aluminij
Dimenzije stražnjih lotača		11 J x 20 aluminij
Motor
Cilindri/ventili		8/4
Obujam u ccm		4395
Hod/promjer u mm		88,3/89,0
Najveća snaga u kW pri 1/min		408 (555)/6000
Najveći okretni moment u Nm pri 1/min		680/1500 - 5650
Masa u kg
Masa neopterećenog vozila EU		2380
Najveća dopuštena masa		2905
Dopušteno opterećenje		600
Dopušteno opterećenje prednje i stražnje osovine		1400/1560
Performanse
Vuča (cw)		0,38
Najveća brzina (km/h)		250
Ubrzanje 0 - 100 km/h (s)		4,7
Ubrzanje 0 - 1,000 m (s)		23,5
Ubrzanje 80 - 120 km/h u 4./5. brzini (s)		16,9
Potrošnja goriva
Gradska (l/100 km)		19,3
Izvan gradska (l/100 km)		10,8
Kombinirana (l/100 km)		13,9
Emisija CO2 (g/km)		325
Obujam spremnika goriva l (otprilike)		85